# Durg
Durg è una suddivisione dell'India, classificata come municipal corporation, di 231.182 abitanti, capoluogo del distretto di Durg, nello Stato federato del Chhattisgarh. In base al numero di abitanti la città rientra nella classe I (da 100.000 persone in su).

## Geografia fisica
La città è situata a 21° 10' 60 N e 81° 16' 60 E e ha un'altitudine di 289 m s.l.m..

## Società

### Evoluzione demografica
Al censimento del 2001 la popolazione di Durg assommava a 231.182 persone, delle quali 118.896 maschi e 112.286 femmine. I bambini di età inferiore o uguale ai sei anni assommavano a 29.568, dei quali 15.144 maschi e 14.424 femmine. Infine, coloro che erano in grado di saper almeno leggere e scrivere erano 166.728, dei quali 93.535 maschi e 73.193 femmine.